# Channel V Đài Loan
Channel V Đài Loan (giản thể: Channel V 台湾台; phồn thể: Channel V 台灣台; tiếng Anh: Channel V Taiwan) là một nhánh của hệ thống truyền hình Channel V và bắt đầu lên sóng tại Đài Loan vào năm 1994. Hiện tại Channel V Đài Loan không chỉ được theo dõi ở Đài Loan mà còn phục vụ các khán giả tại Singapore, Hồng Kông và cộng đồng người Đài Loan tại Hoa Kỳ. Bên cạnh những chương trình âm nhạc, kênh này cũng phát sóng các bộ phim hoạt hình, talk show và phim truyền hình dài tập. Ngày 1 tháng 9 năm 2012, kênh đã được đổi tên thành Fox Entertainment Đài Loan (Fox Entertainment Taiwan).

## Các chương trình hiện tại
- I love blacklolipop (我愛黑澀棒棒堂)
- Fashion In House (流行 in HOUSE)
- Music Billboard Top 20 (音樂飆榜)
- Music Billboard Top 20 Annual Awards Concert (音樂飆榜頒獎演唱會)
- Campus park (校園四賤客)
- Pop Zone (VJ普普風)
- Gibar animation
- [V] Guests ([V]接客)
- Entertainment NP3 (娛樂NP3)

## Các chương trình đã ngừng phát sóng
- Circus Action
- Bikini Runway (無敵青春客)
- Na Li Wu Da Kung (哪裡五打抗)
- Mei Mei Pop Zone (美眉普普風)
- Tôi yêu Hắc Sáp Hội/Wo Ai Hei Se Hui (我愛黑澀會) (nơi khai sinh ra nhóm nhạc Hey Girl)
- Welcome Aliens (Welcome！外星人)
- Lollipop! Na Li Pa (LOLLIPOP! 哪裡怕)
- America's Next Top Model
- Mô phạm Bổng Bổng Đường/Mo Fan Bang Bang Tang(模范棒棒堂) (nơi khai sinh ra nhóm nhạc Lollipop và Choc7)

## Phim hoạt hình
- Best Student Council (極上生徒會)
- Prince of tennis (網球王子)
- South Park (南方四賤客): Channel V Taiwan's effort to adapt and dub the show popularized the show in Taiwan.[3]

## Các VJ hiện tại
- Candice Liu Rong Jia (劉容嘉)
- Lu Jia Yi (路嘉怡)
- Henry
- Xiao Xiang(趙延慶)
- Da Ya/Zhou Yi Jun (大牙/周怡君)
- Blackie(黑人)
- Phạm Vỹ Kỳ (范范/范瑋琪)
- Chris (管煜正) K-Pop Star Hunt

## Các cựu VJ
- Phan Vỹ Bá (潘瑋柏)